# Нік Голоняк
Нік Голоня́к (англ. Nick Holonyak Jr.; 3 листопада 1928, Зіглер, Іллінойс, США — 18 вересня 2022, Урбана, Іллінойс) — американський фізик і винахідник, відомий в першу чергу як винахідник першого напівпровідникового світлодіода, що працює у видимому діапазоні. Йому також належить патент на лазерний свідлодіод, який застосовується у CD чи DVD приводі, і ще більше 30 важливих патентів. За походженням закарпатський русин.

## Походження
Батьки Голоняка, русини, приїхали до США із Підкарпатської Русі (із Австро-Угорщини та Чехословацької Республіки) і поселилися в Іллінойсі. Батько працював на вугільній шахті. Нік перший у родині здобув шкільну освіту. Колись йому довелося працювати 30 годин поспіль на залізниці, й це навело його на думку, що важка робота — не те, чого йому хочеться, і краще він піде вчитися.

## Освіта
Вивчав електротехніку в Іллінойському університеті в Урбана-Шампейні, де в 1950-му році отримав ступінь бакалавра наук, а згодом ступені магістра та кандидата технічних наук. Був першим аспірантом дворазового лауреата Нобелівської премії Джона Бардіна, відомого фізика, лауреата Нобелівської премії та співвинахідника транзистора.

## Діяльність
1960 року, працюючи в General Electric винайшов перший лазерний діод, а 1962-го — світлодіод у видимій ділянці спектру, який випромінював червоне світло. З 1963 року Голоняк повернувся до університету і продовжив роботу з Бардіном над квантовими ямами і лазерами на квантових ямах.
Крім введення LED III—V сплаву, Голоняк має ще 41 патент. До його винаходів належать червоний світловий напівпровідниковий лазер, зазвичай званий лазерний діод (використовується в CD і DVD-плеєрах і стільникових телефонах) і перемикач короткого замикання емітера р-n-р-n (використовується в легких диммерах і електроінструментах).
2006 року, з нагоди 75-ти років з дати заснування, Американський інститут фізики визначив п'ять найбільш важливих статей в кожному зі своїх журналів. Дві з цих п'яти статей, в журналі Applied Physics Letters, були в співавторстві з Голоняком. Перша з них, написана в співавторстві з S. F. Bevacqua в 1962 році, повідомила про створення першого LED видимого світла. У другій, у співавторстві з Milton Feng 2005 року, було оголошено про створення транзисторного лазера, який може працювати при кімнатній температурі.
У випуску Reader's Digest 1963 року, Голоняк передбачив, що світлодіоди замінять лампу розжарювання Томаса Едісона та покращать якість та ефективність використання світлових джерел.

## Нагороди та відзнаки
Голоняк був членом Національної інженерної академії та Національної академії наук, членом Американської академії мистецтв і наук, членом Американського фізичного товариства, іноземним членом Російської академії наук, довічним членом Інституту інженерів електротехніки та електроніки (IEEE).
Його численні нагороди включають медаль Едісона IEEE (1989), Національну медаль науки (1990), премію Японії (1995), Медаль третього тисячоліття IEEE (2000), Медаль пошани IEEE (2003) та Премію Лемельсона (2004).
У 2014му році Нобелівсько премію отримали винахідники синього світлодіода. Андреас Кангелларіс, декан Інженерного коледжу Іллінойського університету, також сказав з цього приводу: «Троє визнаних лауреатів – блискучі вчені та інженери…однак я не можу не задатися питанням, чому комітет вирішив виділити світлодіод синього світла у своєму виборі переможців і залишити без уваги першовідкривача Ніка Голоняка, чия блискуча робота стала основою для технології видимих світлодіодів…»
На вшанування пам'яті про фізика-винахідника Оптичним товариством (OSA) у 1997 році засновано Премію Ніка Голоняка, якою відзначають науковців та інженерів за видатні досягнення в галузі оптики з використанням напівпровідникових пристроїв і матеріалів.